# Huawei Nova 5T
Huawei Nova 5T був анонсований у серпні 2019 року. В Україні представлений в листопаді 2019 року.
Телефон компанії Huawei відноситься до топових смартфонів лінійки Nova (InNOVAtion) — моделі з незвичайним дизайном.

## Зовнішній вигляд
Корпус Huawei Nova 5T виконаний зі скла та металу. Задня панель корпусу скляна та має покриття, що створює голографічний 3D-ефект, а під захисним склом нанесений 3D-малюнок із літерами логотипу Nova.
Передня частина — 2.5D захисне скло (Gorilla Glass) зі заокругленими краями. Екран майже безрамковий займає 91,7 %, фронтальна камера захована в «отвір» у лівому куті зверху.
Алюмінієва рамка корпусу має однакове забарвлення з основним кольором телефону.
Телефон випускається в 3 кольорах корпусу: фіолетовий (Midsummer Purple), чорний (Black), синій (Crush Blue).

## Апаратне забезпечення
Смартфон побудований на базі Huawei Kirin 980 Octa-core. Процесор з восьми ядер: 2 ядра Cortex-A76 (2.6 ГГц), 2 ядра Cortex-A76 (1.92 ГГц) та 4 ядра Cortex-A55 (1.8 ГГц).
Графічне ядро — Mali-G76 720 МГц.
Діагональ LCD екрану — 6,26", роздільна здатність 2340 x 1080 (Full HD+).
Внутрішня пам'ять складає 128 ГБ, карти microSD не підтримує. Оперативна пам'ять  — 6 ГБ.
Незнімний акумулятор 3750 мА/г із можливістю заряджатися на 50 % за 30 хвилин.
Основна камера:
- 48 Мп (f/1.8) з сенсором Sony IMX586 та Ai-стабилизация;
- 16 Мп (f/2,2) ширококутна камера з підтримкою коректування дисторсії;
- 2 Мп (f/2,4) для створення цифрового боке;
- 2 Мп (f/2,4) для макрознімання.

Фронтальна камера — 32 Мп (f/2,0) із підтримкою фіксованої фокусної відстані.

## Програмне забезпечення
Huawei Nova працює на операційній системі Android 9.0 з графічною оболонкою EMUI 9.1.
Підтримує стандарти зв'язку: 2G/3G/4G, 2 SIM-карти nano формату.
Бездротові інтерфейси: Wi-Fi b/g/n/ac, MIMO, 2.4/5 ГГц, Bluetooth 5.0, NFC.
Смартфон підтримує навігаційні системи: GPS, A-GPS, Глонасс, BeiDou, Galileo, QZSS.
Обладнаний сенсорами освітлення, наближення, Холла, гіроскопом, компасом, датчиком відбитка пальця.

## Комплектація
Телефон, кабель Type-C, навушники з роз'ємом Type-C, зарядний пристрій, інструмент для витягання карти, інструкція, гарантія.
Ціна в Україні станом на березень 2020 року складає від 8553 грн.